# Ptilorrhoa caerulescens
A Ptilorrhoa caerulescens a madarak osztályának verébalakúak (Passeriformes)  rendjébe és a Cinclosomatidae családjába tartozó faj. Egyes szervezetek a Psophodidae családba sorolják a fajt.

## Rendszerezése
A fajt Coenraad Jacob Temminck holland zoológus írta le 1835-ben, az Eupetes nembe Eupetes caerulescens néven.

## Alfajai
- Ptilorrhoa caerulescens caerulescens (Temminck, 1836)
- Ptilorrhoa caerulescens neumanni (Mayr & Meyer de Schauensee, 1939)
- Ptilorrhoa caerulescens nigricrissus (Salvadori, 1876)[2]

## Előfordulása
Új-Guinea szigetén, Indonézia és Pápua Új-Guinea területén honos. Természetes élőhelyei a szubtrópusi és trópusi síkvidéki esőerdők. Állandó, nem vonuló faj.

## Megjelenése
Testhossza 22 centiméter, testsúlya 49–61 gramm.

## Életmódja
Rovarokkal táplálkozik.

## Természetvédelmi helyzete
Az elterjedési területe kicsi, egyedszáma pedig csökken. A Természetvédelmi Világszövetség Vörös listáján mérsékelten fenyegetett fajként szerepel.